# Planta (rejon grodzieński)
Planta – dawny folwark, położony w miejscu leżącym obecnie na Białorusi, w obwodzie grodzieńskim, w rejonie grodzieńskim, w sielsowiecie Indura.
W dwudziestoleciu międzywojennym folwark leżał w Polsce, w województwie białostockim, w powiecie grodzieńskim, w gminie Indura.
Według Powszechnego Spisu Ludności z 1921 roku ówczesny folwark zamieszkiwało 19 osób, 17 było wyznania rzymskokatolickiego a 2 prawosławnego. Wszyscy mieszkańcy zadeklarowali polską przynależność narodową. Były tu 3 budynki mieszkalne.
Miejscowość należała do parafii rzymskokatolickiej i parafii prawosławnej w Indurze.
Podlegała pod Sąd Grodzki w Indurze i Okręgowy w Grodnie; właściwy urząd pocztowy mieścił się w Indurze.